# اتحاد السوريين في المهجر
اتحاد السوريين في المهجر هي منظمة غير ربحية تعملُ على تجميع جهود السوريين في بلدان المهجر باختلاف انتماءاتهم بهدف إسقاط نظام بشار الأسد الذي تصف بالديكتاتوري بكل رموزه وأركانه ودعم ثورة الشعب السوري في الداخل وحمايتها بعد إسقاط النظام والمساعدة على بناء دولة سورية ديمقراطية تعددية مدنية حرة.

## الهدف
يهدفُ هَذا الاتحاد إلى تشكيل نواة للوبي سوري في بلاد المهجر يكون داعمًا لقضايا السوريين في الداخل وفي الخارج على حد سواء، ومحاولة للاستفادة من جهود المغتربين السوريين والذين يتجاوز عددهم 15 مليون مغترب منتشرين في جميع أنحاء العالم.

## النشأة
انطلقت الفكرة من الجالية السورية في النمسا والتي دعت إلى مؤتمر لممثلي الجاليات السورية في بعض الدول الأوروبية بغرض التوحد لدعم ثورة الشعب السوري في الداخل. عُقدَ المؤتمر التأسيسي في فيينا يوم التاسع من شهر سبتمبر عام 2011 وذلكَ بحضور ممثلين عن ثماني جاليات سورية في كل من النمسا، هنغاريا، رومانيا، بولونيا، التشيك، اليونان، فرنسا، ثم إسبانيا وتم في ختامه الإعلان عن ولادة اتحاد السوريين في المهجر ومقره الدائم مدينة فيينا.

## التطور

### 2011
عَقد الاتحاد مؤتمرين اثنين تحت اسم المؤتمر الأول في فيينا والمؤتمر الثاني في العاصمة القبرصية نيقوسيا. تمّ من خلال هذين المؤتمرين المصادقة على النظام الداخلي للاتحاد وقبول عضوية بعض الجاليات الجديدة وتشكيل ورشات عمل إغاثية وإعلامية وحقوقية تختص بدعم الحراك الثوري السلمي في الداخل، كما تم من خلال المؤتمر الثاني والذي عُقد في قبرص انتخاب مكتب إداري جديد للإتحاد.

### 2013
عقد الاتحاد خلال هذا العام ثلاث مؤتمرات في كل من بودابست، بوخارست وأخيرا مدريد. تمّ خلال كل هذا توسعة الاتحاد وتقوية كوادره العاملة على الأرض ومع نهاية أعمال مؤتمر الاتحاد الخامس في مدريد أصبح للاتحاد مكاتب في الدول التالية:
| - النمسا - قبرص - رومانيا - ألمانيا - كرواتيا | - إسبانيا - فرنسا - بلجيكا - إيطاليا - اليونان - هنغاريا | - البوسنة - سلوفينيا - بولونيا - بلغاريا - سويسرا | - هولندا - السويد - تركيا - مصر - السعودية - إنجلترا |

كما أنه يضم عدة منظمات بين أعضاءه اتحاد الأكادميين السوريين الأحرار، التجمع الأوروبي، تجمع الوطنيين الأحرار وتجمع حرائر سورية.

## العلاقات الخارجية

### علاقة الاتحاد بالمجلس الوطني السوري
عمل الاتحاد ومنذ نشأته على توطيد علاقته بالداخل الثائر عن طريق شراكته مع كل من اتحاد تنسيقيات الثورة السورية والهيئة العامة للثورة السورية ولجان التنسيق المحلية وقام في هذا الصدد بتأييد كل ما صدر عنها ومنها المجلس الوطني رغم المآخذ الكثيرة على المكتب التنفيذي الذي يدير شؤون المجلس الوطني بشكل غير فعال وبيروقراطي.

### البنية التنظيمية للإتحاد
يضمّ المؤتمر العام يضم الأعضاء ويعقد أعماله بواقع مرة كل عام. تضمّ الهيئة العامة ممثلين عن الجاليات بواقع اثنان عن كل جالية وممثل عن كل منظمة. فيما يتكوّن المكتب الإداري من 11 مكتب يدير شؤون الاتحاد الإدارية ويتم انتخابه من ممثلي الأعضاء في الهيئة العامة.